# Copa América 1995
De Copa América 1995 was een voetbaltoernooi gehouden in Uruguay van 5 juli tot 22 juli 1995. Het werd georganiseerd door de CONMEBOL.
Er waren geen kwalificaties voor het toernooi, want alle landen van de CONMEBOL (10 landen) deden mee. Om de twaalf te bereiken werden er twee landen uitgenodigd. Dit waren Mexico en de Verenigde Staten.
De twaalf landen werden verdeeld over drie groepen van vier landen. De nummers een en twee in de poule en de beste nummers drie gingen door naar de kwartfinales.

## Deelnemende landen
| Land             | Aantal deelnames | Huidig aantal deelnames op rij | Vorige deelname |
| ---------------- | ---------------- | ------------------------------ | --------------- |
| Argentinië (t)   | 34ste            | 15                             | 1993            |
| Bolivia          | 18de             | 10                             | 1993            |
| Brazilië         | 28ste            | 8                              | 1993            |
| Chili            | 30ste            | 9                              | 1993            |
| Colombia         | 13de             | 8                              | 1993            |
| Ecuador          | 19de             | 8                              | 1993            |
| Mexico           | 2de              | 2                              | 1993            |
| Paraguay         | 28ste            | 12                             | 1993            |
| Peru             | 23ste            | 8                              | 1993            |
| Uruguay (g)      | 35ste            | 9                              | 1993            |
| Venezuela        | 9de              | 9                              | 1993            |
| Verenigde Staten | 2de              | 2                              | 1993            |

- (g) = gastland
- (t) = titelverdediger

## Stadions
| Maldonado                                       | · Maldonado Paysandú Rivera Montevideo | Paysandú                                  |
| Estadio Domingo Burgueño Capaciteit: 22.000     | · Maldonado Paysandú Rivera Montevideo | Estadio Parque Artigas Capaciteit: 25.000 |
| Rivera                                          | · Maldonado Paysandú Rivera Montevideo | Montevideo                                |
| Estadio Atilio Paiva Olivera Capaciteit: 27.115 | · Maldonado Paysandú Rivera Montevideo | Estadio Centenario Capaciteit: 60.000     |
|                                                 | · Maldonado Paysandú Rivera Montevideo |                                           |

## Scheidsrechters
De organisatie nodigde in totaal dertien scheidsrechters uit voor 26 duels. Tussen haakjes staat het aantal gefloten duels tijdens de Copa América 1995.

## Groepsfase

### Groep A
| Land      | Wed | Win | Gel | Ver | DV | DT | +/− | Pnt |
| --------- | --- | --- | --- | --- | -- | -- | --- | --- |
| Uruguay   | 3   | 2   | 1   | 0   | 6  | 2  | +4  | 7   |
| Paraguay  | 3   | 2   | 0   | 1   | 5  | 4  | +1  | 6   |
| Mexico    | 3   | 1   | 1   | 1   | 5  | 4  | –1  | 4   |
| Venezuela | 3   | 0   | 0   | 3   | 4  | 10 | –6  | 0   |

|                                 |                                                                                    |       |                        |                                                                                         |
| 5 juli 1995 «onderlinge duels»' | Uruguay                                                                            | 4 – 1 | Venezuela              | Estadio Centenario, Montevideo Toeschouwers: 32.000 Scheidsrechter: Salvador Imperatore |
| 5 juli 1995 «onderlinge duels»' | Daniel Fonseca 14' Marcelo Otero 25' Enzo Francescoli 75' (pen.) Gustavo Poyet 84' |       | 53' José Luis Dolgetta | Estadio Centenario, Montevideo Toeschouwers: 32.000 Scheidsrechter: Salvador Imperatore |

|                                |                                        |       |                 |                                                                                       |
| 6 juli 1995 «onderlinge duels» | Paraguay                               | 2 – 1 | Mexico          | Estadio Domingo Burgueño, Maldonado Toeschouwers: 5.000 Scheidsrechter: Alfredo Rodas |
| 6 juli 1995 «onderlinge duels» | José Cardozo 63' Adriano Samaniego 73' |       | 44' Luis García | Estadio Domingo Burgueño, Maldonado Toeschouwers: 5.000 Scheidsrechter: Alfredo Rodas |

|                                |                      |       |          |                                                                                    |
| 9 juli 1995 «onderlinge duels» | Uruguay              | 1 – 0 | Paraguay | Estadio Centenario, Montevideo Toeschouwers: 40.000 Scheidsrechter: Márcio Rezende |
| 9 juli 1995 «onderlinge duels» | Enzo Francescoli 13' |       |          | Estadio Centenario, Montevideo Toeschouwers: 40.000 Scheidsrechter: Márcio Rezende |

|                                |                                                                    |       |                         |                                                                                      |
| 9 juli 1995 «onderlinge duels» | Mexico                                                             | 3 – 1 | Venezuela               | Estadio Domingo Burgueño, Maldonado Toeschouwers: 700 Scheidsrechter: Raul Dominguez |
| 9 juli 1995 «onderlinge duels» | Luis García 41' (pen.) Luis García 57' (pen.) Eduardo Espinoza 76' |       | 65' (e.d.) Jorge Campos | Estadio Domingo Burgueño, Maldonado Toeschouwers: 700 Scheidsrechter: Raul Dominguez |

|                                 |                                                                |       |                                            |                                                                                    |
| 12 juli 1995 «onderlinge duels» | Paraguay                                                       | 3 – 2 | Venezuela                                  | Estadio Domingo Burgueño, Maldonado Toeschouwers: 2.000 Scheidsrechter: Óscar Ruiz |
| 12 juli 1995 «onderlinge duels» | José Cardozo 35' Juan Carlos Villamayor 64' Carlos Gamarra 83' |       | 13' Gabriel Miranda 68' José Luis Dolgetta | Estadio Domingo Burgueño, Maldonado Toeschouwers: 2.000 Scheidsrechter: Óscar Ruiz |

|                                 |                       |       |                 |                                                                                      |
| 13 juli 1995 «onderlinge duels» | Uruguay               | 1 – 1 | Mexico          | Estadio Centenario, Montevideo Toeschouwers: 10.000 Scheidsrechter: Javier Castrilli |
| 13 juli 1995 «onderlinge duels» | Marcelo Saralegui 79' |       | 67' Luis García | Estadio Centenario, Montevideo Toeschouwers: 10.000 Scheidsrechter: Javier Castrilli |

### Groep B
| Land     | Wed | Win | Gel | Ver | DV | DT | +/− | Pnt |
| -------- | --- | --- | --- | --- | -- | -- | --- | --- |
| Brazilië | 3   | 3   | 0   | 0   | 6  | 0  | +6  | 9   |
| Colombia | 3   | 1   | 1   | 1   | 2  | 4  | –2  | 4   |
| Ecuador  | 3   | 1   | 0   | 2   | 2  | 3  | –1  | 3   |
| Peru     | 3   | 0   | 1   | 2   | 2  | 5  | –3  | 1   |

|                                |                       |       |                      |                                                                                          |
| 7 juli 1995 «onderlinge duels» | Colombia              | 1 – 1 | Peru                 | Estadio Atilio Paiva Olivera, Rivera Toeschouwers: 5.000 Scheidsrechter: Ernesto Filippi |
| 7 juli 1995 «onderlinge duels» | Faustino Asprilla 68' |       | 80' Roberto Palacios | Estadio Atilio Paiva Olivera, Rivera Toeschouwers: 5.000 Scheidsrechter: Ernesto Filippi |

|                                |              |       |         |                                                                                            |
| 7 juli 1995 «onderlinge duels» | Brazilië     | 1 – 0 | Ecuador | Estadio Atilio Paiva Olivera, Rivera Toeschouwers: 10.000 Scheidsrechter: Javier Castrilli |
| 7 juli 1995 «onderlinge duels» | Ronaldão 74' |       |         | Estadio Atilio Paiva Olivera, Rivera Toeschouwers: 10.000 Scheidsrechter: Javier Castrilli |

|                                 |                   |       |         |                                                                                     |
| 10 juli 1995 «onderlinge duels» | Colombia          | 1 – 0 | Ecuador | Estadio Atilio Paiva Olivera, Rivera Toeschouwers: 8.000 Scheidsrechter: Pablo Peña |
| 10 juli 1995 «onderlinge duels» | Freddy Rincón 44' |       |         | Estadio Atilio Paiva Olivera, Rivera Toeschouwers: 8.000 Scheidsrechter: Pablo Peña |

|                                 |                              |       |      |                                                                                        |
| 10 juli 1995 «onderlinge duels» | Brazilië                     | 2 – 0 | Peru | Estadio Atilio Paiva Olivera, Rivera Toeschouwers: 8.000 Scheidsrechter: Félix Benegas |
| 10 juli 1995 «onderlinge duels» | Zinho 77' (pen.) Edmundo 82' |       |      | Estadio Atilio Paiva Olivera, Rivera Toeschouwers: 8.000 Scheidsrechter: Félix Benegas |

|                                 |                         |       |                                |                                                                                               |
| 13 juli 1995 «onderlinge duels» | Peru                    | 1 – 2 | Ecuador                        | Estadio Atilio Paiva Olivera, Rivera Toeschouwers: 15.000 Scheidsrechter: Eduardo Dluzniewski |
| 13 juli 1995 «onderlinge duels» | Iván Hurtado 82' (e.d.) |       | 61' Energio Díaz 76' José Mora | Estadio Atilio Paiva Olivera, Rivera Toeschouwers: 15.000 Scheidsrechter: Eduardo Dluzniewski |

|                                 |                                                      |       |          |                                                                                           |
| 13 juli 1995 «onderlinge duels» | Brazilië                                             | 3 – 0 | Colombia | Estadio Atilio Paiva Olivera, Rivera Toeschouwers: 10.000 Scheidsrechter: Ernesto Filippi |
| 13 juli 1995 «onderlinge duels» | Leonardo 30' Túlio Costa 76' René Higuita 85' (e.d.) |       |          | Estadio Atilio Paiva Olivera, Rivera Toeschouwers: 10.000 Scheidsrechter: Ernesto Filippi |

### Groep C
| Land             | Wed | Win | Gel | Ver | DV | DT | +/− | Pnt |
| ---------------- | --- | --- | --- | --- | -- | -- | --- | --- |
| Verenigde Staten | 3   | 2   | 0   | 1   | 5  | 2  | +3  | 6   |
| Argentinië       | 3   | 2   | 0   | 1   | 6  | 4  | +2  | 6   |
| Bolivia          | 3   | 1   | 1   | 1   | 4  | 4  | 0   | 4   |
| Chili            | 3   | 0   | 1   | 2   | 3  | 8  | –5  | 1   |

|                                |                                   |       |                        |                                                                                      |
| 8 juli 1995 «onderlinge duels» | Verenigde Staten                  | 2 – 1 | Chili                  | Estadio Parque Artigas, Paysandú Toeschouwers: 16.000 Scheidsrechter: Alberto Tejada |
| 8 juli 1995 «onderlinge duels» | Eric Wynalda 14' Eric Wynalda 20' |       | 63' Sebastián Rozental | Estadio Parque Artigas, Paysandú Toeschouwers: 16.000 Scheidsrechter: Alberto Tejada |

|                                |                                      |       |                     |                                                                                           |
| 8 juli 1995 «onderlinge duels» | Argentinië                           | 2 – 1 | Bolivia             | Estadio Parque Artigas, Paysandú Toeschouwers: 20.000 Scheidsrechter: Eduardo Dluzniewski |
| 8 juli 1995 «onderlinge duels» | Gabriel Batistuta 70' Abel Balbo 81' |       | 75' Demetrio Angola | Estadio Parque Artigas, Paysandú Toeschouwers: 20.000 Scheidsrechter: Eduardo Dluzniewski |

|                                 |                      |       |                  |                                                                                       |
| 11 juli 1995 «onderlinge duels» | Bolivia              | 1 – 0 | Verenigde Staten | Estadio Parque Artigas, Paysandú Toeschouwers: 16.000 Scheidsrechter: Paolo Borgosano |
| 11 juli 1995 «onderlinge duels» | Marco Etcheverry 23' |       |                  | Estadio Parque Artigas, Paysandú Toeschouwers: 16.000 Scheidsrechter: Paolo Borgosano |

|                                 |                                                                            |       |       |                                                                                            |
| 11 juli 1995 «onderlinge duels» | Argentinië                                                                 | 4 – 0 | Chili | Estadio Parque Artigas, Paysandú Toeschouwers: 16.000 Scheidsrechter: Arturo Brizio Carter |
| 11 juli 1995 «onderlinge duels» | Gabriel Batistuta 1' Diego Simeone 6' Gabriel Batistuta 51' Abel Balbo 54' |       |       | Estadio Parque Artigas, Paysandú Toeschouwers: 16.000 Scheidsrechter: Arturo Brizio Carter |

|                                 |                                       |       |                             |                                                                                      |
| 14 juli 1995 «onderlinge duels» | Bolivia                               | 2 – 2 | Chili                       | Estadio Parque Artigas, Paysandú Toeschouwers: 11.000 Scheidsrechter: Alberto Tejada |
| 14 juli 1995 «onderlinge duels» | Miguel Mercado 78' Mauricio Ramos 87' |       | 55' Ivo Basay 61' Ivo Basay | Estadio Parque Artigas, Paysandú Toeschouwers: 11.000 Scheidsrechter: Alberto Tejada |

|                                 |                                                   |       |            |                                                                                     |
| 14 juli 1995 «onderlinge duels» | Verenigde Staten                                  | 3 – 0 | Argentinië | Estadio Parque Artigas, Paysandú Toeschouwers: 8.000 Scheidsrechter: Márcio Rezende |
| 14 juli 1995 «onderlinge duels» | Frank Klopas 20' Alexi Lalas 31' Eric Wynalda 58' |       |            | Estadio Parque Artigas, Paysandú Toeschouwers: 8.000 Scheidsrechter: Márcio Rezende |

### Nummers 3
| Grp | Team    | Pld | G | G | V | DV | DT | DS | Pnt |
| --- | ------- | --- | - | - | - | -- | -- | -- | --- |
| A   | Mexico  | 3   | 1 | 1 | 1 | 5  | 4  | +1 | 4   |
| C   | Bolivia | 3   | 1 | 1 | 1 | 4  | 4  | 0  | 4   |
| B   | Ecuador | 3   | 1 | 0 | 2 | 2  | 3  | −1 | 3   |

## Knock-outfase
|  | kwartfinale          | kwartfinale         |                      |       | halve finale        | halve finale        |   |  | finale | finale |
|  |                      |                     |                      |       |                     |                     |   |  |        |        |
|  | 16 juli – Montevideo |                     |                      |       |                     |                     |   |  |        |        |
|  |                      |                     |                      |       |                     |                     |   |  |        |        |
|  | Colombia             | 1 (5)               |                      |       |                     |                     |   |  |        |        |
|  | Colombia             | 1 (5)               | 19 juli – Montevideo |       |                     |                     |   |  |        |        |
|  | Paraguay             | 1 (4)               |                      |       |                     |                     |   |  |        |        |
|  | Paraguay             | 1 (4)               | Colombia             | 0     |                     |                     |   |  |        |        |
|  | 16 juli – Montevideo |                     | Colombia             | 0     |                     |                     |   |  |        |        |
|  |                      | Uruguay             | 2                    |       |                     |                     |   |  |        |        |
|  | Uruguay              | Uruguay             | 2                    | 2     |                     |                     |   |  |        |        |
|  | Uruguay              |                     | 23 juli – Montevideo | 2     |                     |                     |   |  |        |        |
|  | Bolivia              | 1                   |                      |       |                     |                     |   |  |        |        |
|  | Bolivia              | 1                   | Uruguay              | 1 (5) |                     |                     |   |  |        |        |
|  | 17 juli – Paysandú   |                     | Uruguay              | 1 (5) |                     |                     |   |  |        |        |
|  |                      | Brazilië            | 1 (3)                |       |                     |                     |   |  |        |        |
|  | Verenigde Staten     | Brazilië            | 1 (3)                | 0 (4) |                     |                     |   |  |        |        |
|  | Verenigde Staten     | 20 juli – Maldonado |                      | 0 (4) |                     |                     |   |  |        |        |
|  | Mexico               | 0 (1)               |                      |       |                     |                     |   |  |        |        |
|  | Mexico               | 0 (1)               | Verenigde Staten     | 0     | derde plaats        | derde plaats        |   |  |        |        |
|  | 17 juli – Rivera     |                     | Verenigde Staten     | 0     | derde plaats        | derde plaats        |   |  |        |        |
|  |                      | Brazilië            | 1                    |       | 22 juli – Maldonado | 22 juli – Maldonado |   |  |        |        |
|  | Brazilië             | Brazilië            | 1                    | 2 (4) | 22 juli – Maldonado | 22 juli – Maldonado |   |  |        |        |
|  | Brazilië             |                     |                      |       |                     | Colombia            | 4 |  |        |        |
|  | Argentinië           | 2 (3)               |                      |       |                     | Colombia            | 4 |  |        |        |
|  | Argentinië           | 2 (3)               | Verenigde Staten     | 1     |                     |                     |   |  |        |        |
|  |                      |                     | Verenigde Staten     | 1     |                     |                     |   |  |        |        |

### Kwartfinales
|                                 |                                                                              |       |                                                                            |                                                                                         |
| 16 juli 1995 «onderlinge duels» | Colombia                                                                     | 1 – 1 | Paraguay                                                                   | Estadio Centenario, Montevideo Toeschouwers: 25.000 Scheidsrechter: Salvador Imperatore |
| 16 juli 1995 «onderlinge duels» | Freddy Rincón 53'                                                            |       | 26' Juan Villamayor                                                        | Estadio Centenario, Montevideo Toeschouwers: 25.000 Scheidsrechter: Salvador Imperatore |
| 16 juli 1995 «onderlinge duels» | Strafschoppen                                                                |       |                                                                            | Estadio Centenario, Montevideo Toeschouwers: 25.000 Scheidsrechter: Salvador Imperatore |
| 16 juli 1995 «onderlinge duels» | Freddy Rincón Alexis Mendoza Níver Arboleda Wilmer Cabrera Faustino Asprilla | 5 – 4 | Juan Ramón Jara Roberto Acuña Adriano Samaniego Edgar Denis Carlos Gamarra | Estadio Centenario, Montevideo Toeschouwers: 25.000 Scheidsrechter: Salvador Imperatore |

|                                 |                                     |       |                   |                                                                                   |
| 16 juli 1995 «onderlinge duels» | Uruguay                             | 2 – 1 | Bolivia           | Estadio Centenario, Montevideo Toeschouwers: 45.000 Scheidsrechter: Alfredo Rodas |
| 16 juli 1995 «onderlinge duels» | Marcelo Otero 2' Daniel Fonseca 30' |       | 71' Óscar Sánchez | Estadio Centenario, Montevideo Toeschouwers: 45.000 Scheidsrechter: Alfredo Rodas |

|                                 |                                                        |       |                                                      |                                                                                 |
| 17 juli 1995 «onderlinge duels» | Verenigde Staten                                       | 0 – 0 | Mexico                                               | Estadio Parque Artigas, Paysandú Toeschouwers: 6.500 Scheidsrechter: Óscar Ruiz |
| 17 juli 1995 «onderlinge duels» |                                                        |       |                                                      | Estadio Parque Artigas, Paysandú Toeschouwers: 6.500 Scheidsrechter: Óscar Ruiz |
| 17 juli 1995 «onderlinge duels» | Strafschoppen                                          |       |                                                      | Estadio Parque Artigas, Paysandú Toeschouwers: 6.500 Scheidsrechter: Óscar Ruiz |
| 17 juli 1995 «onderlinge duels» | Eric Wynalda Joe-Max Moore Paul Caligiuri Frank Klopas | 4 – 1 | Luis García Postigo Carlos Hermosillo Alberto Coyote | Estadio Parque Artigas, Paysandú Toeschouwers: 6.500 Scheidsrechter: Óscar Ruiz |

|                                 |                                               |       |                                                       |                                                                                          |
| 17 juli 1995 «onderlinge duels» | Brazilië                                      | 2 – 2 | Argentinië                                            | Estadio Atilio Paiva Olivera, Rivera Toeschouwers: 24.000 Scheidsrechter: Alberto Tejada |
| 17 juli 1995 «onderlinge duels» | Edmundo 9' Túlio 81'                          |       | 2' Abel Balbo 29' Gabriel Batistuta                   | Estadio Atilio Paiva Olivera, Rivera Toeschouwers: 24.000 Scheidsrechter: Alberto Tejada |
| 17 juli 1995 «onderlinge duels» | Strafschoppen                                 |       |                                                       | Estadio Atilio Paiva Olivera, Rivera Toeschouwers: 24.000 Scheidsrechter: Alberto Tejada |
| 17 juli 1995 «onderlinge duels» | Roberto Carlos Túlio André Cruz Dunga Edmundo | 4 – 2 | Hugo Pérez Alberto Acosta Diego Simeone Néstor Fabbri | Estadio Atilio Paiva Olivera, Rivera Toeschouwers: 24.000 Scheidsrechter: Alberto Tejada |

### Halve finales
|                                 |                                        |       |          |                                                                                   |
| 19 juli 1995 «onderlinge duels» | Uruguay                                | 2 – 0 | Colombia | Estadio Centenario, Montevideo Toeschouwers: 20.000 Scheidsrechter: Félix Benegas |
| 19 juli 1995 «onderlinge duels» | Edgardo Adinolfi 51' Marcelo Otero 70' |       |          | Estadio Centenario, Montevideo Toeschouwers: 20.000 Scheidsrechter: Félix Benegas |

|                                 |            |       |                  |                                                                                       |
| 20 juli 1995 «onderlinge duels» | Brazilië   | 1 – 0 | Verenigde Staten | Estadio Campus Municipal, Maldonado Toeschouwers: 8.000 Scheidsrechter: Alfredo Rodas |
| 20 juli 1995 «onderlinge duels» | Aldair 13' |       |                  | Estadio Campus Municipal, Maldonado Toeschouwers: 8.000 Scheidsrechter: Alfredo Rodas |

### Troostfinale
|                                 |                                                                                 |       |                          |                                                                                             |
| 22 juli 1995 «onderlinge duels» | Colombia                                                                        | 4 – 1 | Verenigde Staten         | Estadio Domingo Burgueño, Maldonado Toeschouwers: 2.500 Scheidsrechter: Salvador Imperatore |
| 22 juli 1995 «onderlinge duels» | Luis Quiñónez 30' Carlos Valderrama 38' Faustino Asprilla 50' Freddy Rincón 76' |       | 52' (pen.) Joe-Max Moore | Estadio Domingo Burgueño, Maldonado Toeschouwers: 2.500 Scheidsrechter: Salvador Imperatore |

### Finale
|                                 |                                                                                       |       |                                  |                                                                                          |
| 23 juli 1995 «onderlinge duels» | Uruguay                                                                               | 1 – 1 | Brazilië                         | Estadio Centenario, Montevideo Toeschouwers: 60.000 Scheidsrechter: Arturo Brizio Carter |
| 23 juli 1995 «onderlinge duels» | Pablo Bengoechea 51'                                                                  |       | 30' Túlio                        | Estadio Centenario, Montevideo Toeschouwers: 60.000 Scheidsrechter: Arturo Brizio Carter |
| 23 juli 1995 «onderlinge duels» | Strafschoppen                                                                         |       |                                  | Estadio Centenario, Montevideo Toeschouwers: 60.000 Scheidsrechter: Arturo Brizio Carter |
| 23 juli 1995 «onderlinge duels» | Enzo Francescoli Pablo Bengoechea José Oscar Herrera Alvaro Gutiérrez Sergio Martínez | 5 – 3 | Roberto Carlos Zinho Túlio Dunga | Estadio Centenario, Montevideo Toeschouwers: 60.000 Scheidsrechter: Arturo Brizio Carter |

|                    |
| Vlag van Uruguay   |
| URUGUAY 14de titel |

## Doelpuntenmakers
4 doelpunten
- Gabriel Batistuta
- Luis García

3 doelpunten
- Abel Balbo
- Túlio
- Freddy Rincón
- Eric Wynalda
- Marcelo Otero

2 doelpunten
- Edmundo
- Ivo Basay
- Faustino Asprilla

- José Cardozo
- Juan Villamayor
- Daniel Fonseca

- Enzo Francescoli
- José Luis Dolgetta

1 doelpunt
- Diego Simeone
- Demetrio Angola
- Marco Etcheverry
- Miguel Mercado
- Mauricio Ramos
- Carlos Sánchez
- Aldair
- Leonardo
- Ronaldão

- Zinho
- Sebastián Rozental
- Luis Quiñónez
- Carlos Valderrama
- Energio Díaz
- José Mora
- Eduardo Espinoza
- Carlos Gamarra
- Adriano Samaniego

- Roberto Palacios
- Edgardo Adinolfi
- Pablo Bengoechea
- Gustavo Poyet
- Marcelo Saralegui
- Frank Klopas
- Alexi Lalas
- Joe-Max Moore
- Gabriel Miranda

Eigen doelpunt
- René Higuita (Tegen Brazilië)
- Iván Hurtado (Tegen Peru)
- Jorge Campos (Tegen Venezuela)

1916 · 
1917 · 
1919 · 
1920 · 
1921 · 
1922 · 
1923 · 
1924 · 
1925 · 
1926 · 
1927 · 
1929 · 
1935 · 
1937 · 
1939 · 
1941 · 
1942 · 
1945 · 
1946 · 
1947 · 
1949 · 
1953 · 
1955 · 
1956 · 
1957 · 
1959 · 
1959 · 
1963 · 
1967 · 
1975 · 
1979 · 
1983 · 
1987 · 
1989 · 
1991 · 
1993 · 
1995 · 
1997 · 
1999 · 
2001 · 
2004 · 
2007 · 
2011 · 
2015 · 
2016 ·
2019 ·
2021 ·
2024